# HTC Vox
HTC S710 Vox — це смартфон корпорації High Tech Computer Corporation (HTC). S710 був представлений на Всесвітньому конгресі 3GSM у лютому 2007 року і розповсюджувався з травня того ж року. Це був перший смартфон з Microsoft Windows Mobile 6.0, який був випущений на ринку. Він також є першим смартфоном Windows Mobile, який має як цифрову, так і QWERTY клавіатуру.

## Варіанти та брендинги
Крім HTC S710 також доступні інші варіації такі як:
- Dopod C500 / Dopod C730
- Vodafone VDA V / Vodafone v1415 / Vodafone v7505
- SFR S710
- Orange SPV E650
- Swisscom XPA v1415

Варіанти пристроїв інших постачальників частково мають трохи змінений зовнішній вигляд, але завжди однакові апаратні засоби, в той час як програмне забезпечення різні.

## Операційна система
Єдиною офіційною версією Windows Mobile для HTC S710 є 6.0 редакції стандарт. В Інтернеті, є також неофіційні, пропонуються нові операційні системи (так звані ПЗУ). Однак, це працює тільки, якщо використовується модифікований другий завантажувач програми (SPL) (також званий USPL або SoftSPL).